# Caryonopera breviramia
Caryonopera breviramia là một loài bướm đêm trong họ Noctuidae.